# Миоклония
Миоклони́я (myoclonus от др.-греч. μυός — мышца + др.-греч. κλονέω — привожу в быстрое движение) — непроизвольные кратковременные (до 0,1 с.)  сокращения определенных мышц или целых групп мышц, возникающие как при движениях, так и в состоянии покоя.

## Основные виды миоклонии

### Миоклония физиологическая
Возникает в основном во время сна во время фазы REM, а также NREM, пробуждая спящего. Другие причины физиологической миоклонии — физическое усилие и икота.

### Миоклония патологическая
Разделение в зависимости от места возникновения:
- корковая миоклония — кратковременная и быстрая
- миоклония подкорковая — нерегулярная
- спинальная миоклония
- миоклония идиопатическая — неизвестна этиология заболевания, в которой миоклония составляет главный симптом.